# جيمس ماديسون أب الدستور
جيمس ماديسون (16 مارس 1751 - 28 يونيو 1836) كان رجل دولة أمريكيًا ودبلوماسيًا وأحد الآباء المؤسسين الذي شغل منصب الرئيس الرابع للولايات المتحدة منذ عام 1809 حتى عام 1817. ويُشاد به باعتباره «أب الدستور» لدوره المحوري في صياغة وتعزيز دستور الولايات المتحدة ووثيقة الحقوق. وقد خاب أمله في الحكومة الوطنية الضعيفة التي أنشأتها وثائق الكونفدرالية، فساعد في تنظيم المؤتمر الدستوري الذي أنتج دستورًا جديدًا. وكانت خطة فرجينيا التي اقترحها ماديسون بمثابة الأساس لمداولات المؤتمر الدستوري، وكان واحدًا من أكثر الأفراد نفوذًا في المؤتمر. كما أصبح أحد القادة في حركة التصديق على الدستور، وانضم إلى ألكسندر هاميلتون وجون جاي في كتابة أوراق الفيديراليست، وهي سلسلة من المقالات المؤيدة للتصديق والتي كانت واحدة من أكثر الأعمال تأثيرًا في العلوم السياسية في تاريخ أمريكا.

## الخلفية والدعوة إلى عقد مؤتمر
كعضو في مجلس النواب في فرجينيا، واصل ماديسون الدعوة إلى الحرية الدينية، وصاغ مع جيفرسون قانون فرجينيا للحرية الدينية. وقد جرى تمرير هذا التعديل الذي ضمن حرية الدين وألغى كنيسة إنجلترا في عام 1786. كما أصبح ماديسون مضاربًا في الأراضي، حيث اشترى الأراضي على طول نهر موهوك في شراكة مع جيمس مونرو أحد أتباع جيفرسون.
طوال ثمانينيات القرن الثامن عشر، دعا ماديسون إلى إصلاح وثائق الكونفدرالية. وأصبح قلقًا بشكل متزايد بشأن تفكك الولايات وضعف الحكومة المركزية بعد نهاية الحرب الثورية في عام 1783. وكان يعتقد أن «الديمقراطية المبالغ فيها» تتسبب في الانحلال الاجتماعي، وكان منزعجًا بشكل خاص من القوانين التي شرعت النقود الورقية وحرمت السفراء من الدول الأخرى من الحصانة الدبلوماسية. كان قلقًا أيضًا بشأن عدم قدرة الكونغرس على إدارة السياسة الخارجية بكفاءة، وحماية التجارة الأمريكية، وتعزيز استيطان الأراضي الواقعة بين جبال الآبالاش ونهر المسيسيبي. وكما كتب ماديسون «حلت الآن أزمة، وستقرر ما إذا كانت التجربة الأمريكية ستكون نعمة للعالم، أو ستدمر إلى الأبد الآمال التي ألهمتها القضية الجمهورية». وقد التزم بدراسة مكثفة للقانون والنظرية السياسية وكان أيضًا متأثرًا بشدة بنصوص التنوير القاري التي أرسلها جيفرسون من فرنسا. وسعى بشكل خاص إلى الأعمال المتعلقة بالقانون الدولي ودساتير «الاتحادات القديمة والحديثة» مثل جمهورية هولندا، والاتحاد السويسري، واتحاد آخاين. وتوصل إلى الاعتقاد بأن الولايات المتحدة يمكن أن تحسن من التجارب الجمهورية السابقة بسبب حجمها؛ مع وجود العديد من المصالح المتميزة المتنافسة ضد بعضها البعض، كان ماديسون يأمل في تقليل إساءة استخدام حكم الأغلبية. بالإضافة إلى ذلك كانت حقوق الملاحة في نهر المسيسيبي تقلق ماديسون بشدة. وقد احتقر اقتراحًا قدمه جون جاي بأن تتنازل الولايات المتحدة عن مطالباتها بالنهر لمدة 25 عامًا، ووفقًا للمؤرخ جون كيتشام فإن رغبته في محاربة الاقتراح لعبت دورًا رئيسيًا في تحفيز ماديسون للعودة إلى الكونغرس في عام 1787.
ساعد ماديسون في ترتيب مؤتمر ماونت فيرنون عام 1785، والذي حسم النزاعات المتعلقة بحقوق الملاحة على نهر بوتوماك وكان بمثابة نموذج للمؤتمرات المستقبلية بين الولايات. وفي مؤتمر أنابوليس عام 1786 انضم إلى هاملتون ومندوبين آخرين في الدعوة إلى عقد مؤتمر آخر للنظر في تعديل المواد. وبعد فوزه في الانتخابات لولاية أخرى في الكونغرس، ساعد ماديسون في إقناع أعضاء الكونغرس الآخرين بتفويض مؤتمر فيلادلفيا باقتراح التعديلات. وعلى الرغم من أن العديد من أعضاء الكونغرس كانوا حذرين من التغييرات التي قد يجلبها المؤتمر، إلا أن الجميع تقريبًا اتفقوا على أن الحكومة القائمة بحاجة إلى نوع من الإصلاح. وضمن ماديسون أن الجنرال واشنطن، الذي كان يتمتع بشعبية في جميع أنحاء البلاد، وروبرت موريس، الذي كان مؤثرًا في الإدلاء بالصوت الحاسم لولاية بنسلفانيا، سيدعمان على نطاق واسع خطة ماديسون لتنفيذ دستور جديد. وأدى اندلاع تمرد شايز في عام 1786 إلى تعزيز ضرورة الإصلاح الدستوري في نظر واشنطن وغيره من القادة الأمريكيين.

## اتفاقية فيلادلفيا وخطة فرجينيا
قبل أن يجري التوصل إلى النصاب القانوني في مؤتمر فيلادلفيا في 25 مايو عام 1787، عمل ماديسون مع أعضاء آخرين من وفد فرجينيا، وخاصة إدموند راندولف وجورج ماسون، لإنشاء وتقديم خطة فرجينيا. وكانت هذه الخطة بمثابة مخطط لدستور فيدرالي جديد؛ حيث دعت إلى ثلاثة فروع للحكومة (التشريعية والتنفيذية والقضائية)، وكونغرس ثنائي المجلس (يتكون من مجلس الشيوخ ومجلس النواب) مقسم حسب عدد السكان، ومجلس مراجعة فيدرالي له الحق في نقض القوانين التي يقرها الكونغرس. وانعكاسًا لمركزية السلطة التي تصورها ماديسون منحت خطة فرجينيا مجلس الشيوخ سلطة إلغاء أي قانون تقره حكومات الولايات. ولم تحدد خطة فرجينيا صراحةً هيكل السلطة التنفيذية، لكن ماديسون نفسه فضل سلطة تنفيذية واحدة. وفوجئ العديد من المندوبين بمعرفة أن الخطة دعت إلى إلغاء المواد وإنشاء دستور جديد، ثم جرى التصديق عليه من خلال مؤتمرات خاصة في كل ولاية بدلًا من الهيئات التشريعية للولايات. وبموافقة الحاضرين البارزين مثل واشنطن وبنجامين فرانكلين دخل المندوبون في جلسة سرية للنظر في دستور جديد.
على الرغم من أن خطة فرجينيا قد تغيرت على نطاق واسع أثناء المناقشة، وقُدمت كخطوط عريضة بدلًا من مسودة دستور محتمل، فإن استخدامها في المؤتمر دفع الكثيرين إلى تسمية ماديسون «أب الدستور». وتحدث ماديسون أكثر من 200 مرة أثناء المؤتمر، وكان زملاؤه المندوبون يكنون له احترامًا كبيرًا. وكتب المندوب ويليام بيرس أنه «في إدارة كل قضية كبيرة، كان من الواضح أنه تولى زمام المبادرة في المؤتمر، وكان دائمًا يتقدم باعتباره الرجل الأكثر اطلاعًا على أي نقطة في المناقشة». وكان ماديسون يعتقد أن الدستور الذي أنتجته الاتفاقية «سيقرر إلى الأبد مصير الحكومة الجمهورية» في جميع أنحاء العالم، واحتفظ بملاحظات وفيرة لتكون بمثابة سجل تاريخي للمؤتمر.
في صياغة خطة فرجينيا سعى ماديسون إلى تطوير نظام حكومي يمنع بشكل كافٍ ظهور الفصائل التي تعتقد أن الجمهورية الدستورية ستكون الأكثر ملاءمة للقيام بذلك. وكان تعريف ماديسون للفصيل مشابهًا لتعريف الفيلسوف التنويري الإسكتلندي ديفيد هيوم. واستعار ماديسون من تعريف هيوم للفصيل عند وصف المخاطر التي يفرضها على الجمهورية الأمريكية. وفي مقال الفيدرالي رقم 10 وصف ماديسون الفصيل بأنه «عدد من المواطنين الذين يوحدهم دافع مشترك من العاطفة أو المصلحة، مما يتعارض مع حقوق المواطنين الآخرين، أو المصلحة الدائمة والكلية للمجتمع». واستمد ماديسون المزيد من التأثير من الاقتصادي الإسكتلندي آدم سميث الذي اعتقد أن كل مجتمع متحضر تطور إلى فصائل اقتصادية تستند إلى المصالح المختلفة للأفراد. كما أشار ماديسون طوال كتاباته إلى كتاب ثروة الأمم في مناسبات متعددة حيث دعا إلى نظام تجاري حر بين الولايات لاعتقاده أنه سيكون مفيدًا للمجتمع.
كان ماديسون يأمل أن يضمن تحالف الولايات الجنوبية والولايات الشمالية المكتظة بالسكان الموافقة على دستور مماثل إلى حد كبير للدستور المقترح في خطة فرجينيا. ومع ذلك نجح المندوبون من الولايات الصغيرة بالمطالبة بمزيد من السلطة لحكومات الولايات وعرضوا خطة نيوجيرسي كبديل. وردًا على ذلك اقترح روجر شيرمان تسوية كونيتيكت، التي سعت إلى تحقيق التوازن بين مصالح الولايات الصغيرة والكبيرة. وأثناء المؤتمر لم يجري استخدام مجلس المراجعة الذي اقترحه ماديسون، ومُنحت كل ولاية تمثيلًا متساويًا في مجلس الشيوخ، كما مُنحت الهيئات التشريعية للولايات، بدلًا من مجلس النواب، سلطة انتخاب أعضاء مجلس الشيوخ. وأقنع ماديسون زملاءه المندوبين بالتصديق على الدستور من خلال مؤتمرات التصديق بدلًا من الهيئات التشريعية للولايات، والتي كان لا يثق بها. وقد ساعد في ضمان حصول الرئيس على القدرة على نقض القوانين الفيدرالية وانتخابه بشكل مستقل عن الكونغرس من خلال الهيئة الانتخابية. وبحلول نهاية المؤتمر اعتقد ماديسون أن الدستور الجديد فشل في منح الحكومة الفيدرالية سلطات كافية مقارنة بحكومات الولايات، لكنه لا يزال ينظر إلى الوثيقة باعتبارها تحسنًا على وثائق الكونفدرالية.